# Peucedanum trisectum
Peucedanum trisectum är en flockblommig växtart som beskrevs av C.C.Towns. Peucedanum trisectum ingår i släktet siljor, och familjen flockblommiga växter. Inga underarter finns listade i Catalogue of Life.